# Хрвоє Стевич
Хрвоє Стевич (хорв. Hrvoje Stević; нар. 8 січня 1980, Осієк) – хорватський шахіст, гросмейстер від 2002 року.

## Шахова кар'єра
Між 1991 і 1998 роками неодноразово представляв Хорватію на чемпіонаті світу та Європи серед юніорів у різних вікових категоріях, виборовши три медалі: бронзову (Мамая 1991) та срібну (Рімавска Собота 1992 – обидві на ЧЄ до 12 років), а також золоту (Гварапуава 1995 – ЧС до 16 років).
З кінця 1990-х років належить до числа провідних хорватських шахістів. 2008 року здобув у Спліті титул чемпіона країни (за 2007 рік).
Досягнув низки успіхів на міжнародних турнірах, зокрема:
- поділив 1-ше місце в Мравинцях (1995, разом із зокрема, Чабою Хорватом),
- поділив 1-ше місце в Каштелі Старому (1997, разом із зокрема, Еміром Диздаревичем і Олегом Романишиним),
- поділив 1-ше місце в Вуковарі (2001, разом з Дарко Фелетаром),
- поділив 2-ге місце в Бизоваці (2002, позаду Огнєна Цвітана, разом із зокрема, Іваном Фараго і Мішо Цебало),
- посів 1-ше місце в Задарі (2002),
- поділив 2-ге місце в Задарі (2003, позаду Зденко Кожула, разом із зокрема, Маратом Макаровим і Робертом Маркушем).
- поділив 1-ше місце Пулі (2004, разом із зокрема, Огнєном Цвітаном, Робертом Зелчичем, Мікеле Годеною, Ненадом Шулавою і Бояном Кураїцою)
- поділив 1-ше місце в Бошняці – двічі (2004, разом із зокрема, Робертом Зелчичем, Міланом Драшко і Ненадом Ферчецєм, а також 2005, разом із зокрема, Іваном Левентичем, Міодрагом Савичем, Анте Бркічем і Ніколою Седлаком),
- поділив 2-ге місце в Джаково (2005, позаду Зденко Кожула, разом з Владиславом Неведничим),
- поділив 2-ге місце в Задарі (2008, позаду Синиши Дражича, разом з Борисом Чаталбашевим, Огнєном Цвітаном і Данилом Мілановичем).

Неодноразово представляв Хорватію на командних змаганнях, зокрема:
- шість разів на шахових олімпіадах (1998, 2002, 2004, 2008, 2010, 2012)[2],
- сім разів на командних чемпіонатах Європи (1997, 1999, 2003, 2005, 2009, 2011, 2013)[3],
- тричі на BŁĄD; призер: у командному заліку – срібний (1997)[4].

Найвищий рейтинг Ело в кар'єрі мав станом на 1 травня 2013 року, досягнувши 2637 очок займав тоді 1-ше місце серед хорватських шахістів.

## Зміни рейтингу
| На цьому місці має відображатися графік чи діаграма, однак з технічних причин його відображення наразі вимкнено. Будь ласка, не видаляйте код, який викликає це повідомлення. Розробники вже працюють для того, щоби відновити штатне функціонування цього графіка або діаграми. | |
| | На цьому місці має відображатися графік чи діаграма, однак з технічних причин його відображення наразі вимкнено. Будь ласка, не видаляйте код, який викликає це повідомлення. Розробники вже працюють для того, щоби відновити штатне функціонування цього графіка або діаграми. |